# 李集乡 (商城县)
李集乡，是中华人民共和国河南省信阳市商城县下辖的一个乡镇级行政单位。

## 行政区划
李集乡下辖以下地区：
余围孜村、峡口村、韩楼村、卜店村、姜棚村、朱围孜村、南寨村、杨畈村、五岔塘村、费楼村、卢寨村、杨集村、李集村、新庄村、何楼村和王岗村。